# 喜里川町
喜里川町（きりかわちょう）は大阪府東大阪市の町名。丁番を持たない単独町名である。

## 地理
東大阪市の東部（旧枚岡市）、西は国道170号旧道から東は近鉄奈良線にかけて、生駒山麓の裾野に位置する。町域の北方に鳥居町、出雲井本町、南方に本町、東方に河内町、五条町、西方に旭町が接している。

## 歴史
令制国一覧 > 畿内 > 河内国 > 河内郡 > 喜里川村
1662年（寛文2年）に河内郡五条村より切川村と客坊村が分村した。1821年（文政4年）の洪水の際に水防に関わる村民の提灯に「切川」と書かれていたのが生々しいとの意見が出、庄屋の中西重孝が村民と相談して喜里川村に改めた。
1887年（明治20年）に喜里川村は五条村・客坊村と合併して河内村となったため、その後長らく大字（町名）としては姿を消すことになったが、枚岡市時代の1966年（昭和41年）に五条町・客坊町とともに喜里川町の現行町名が実施された。
平安時代には「新居郷」と呼ばれた地域の一部と考えられている。

### 伝統芸能
全国的にも希少な銀製刺繍によるふとん締め（飾り）のある大小の太鼓台（ふとん太鼓）2基を有する。毎年10月14,15日の枚岡神社秋郷祭に奉納される。

## 世帯数と人口
2020年（令和2年）3月31日現在（東大阪市発表）の世帯数と人口は以下の通りである。
| 町丁     | 世帯数    | 人口    |
| -------- | --------- | ------- |
| 喜里川町 | 1,205世帯 | 2,389人 |

### 人口の変遷
国勢調査による人口の推移。
| 1995年（平成7年）  | 3,001人 | [ 5 ] |  |
| 2000年（平成12年） | 2,930人 | [ 6 ] |  |
| 2005年（平成17年） | 2,676人 | [ 7 ] |  |
| 2010年（平成22年） | 2,581人 | [ 8 ] |  |
| 2015年（平成27年） | 2,421人 | [ 9 ] |  |

### 世帯数の変遷
国勢調査による世帯数の推移。
| 1995年（平成7年）  | 1,078世帯 | [ 5 ] |  |
| 2000年（平成12年） | 1,095世帯 | [ 6 ] |  |
| 2005年（平成17年） | 1,065世帯 | [ 7 ] |  |
| 2010年（平成22年） | 1,039世帯 | [ 8 ] |  |
| 2015年（平成27年） | 1,060世帯 | [ 9 ] |  |

## 学区
市立小・中学校に通う場合、学区は以下の通りとなる（2019年4月時点）。
| 番・番地等 | 小学校                 | 中学校                 |
| ---------- | ---------------------- | ---------------------- |
| 全域       | 東大阪市立縄手東小学校 | 東大阪市立縄手北中学校 |

## 事業所
2016年（平成28年）現在の経済センサス調査による事業所数と従業員数は以下の通りである。
| 町丁     | 事業所数 | 従業員数 |
| -------- | -------- | -------- |
| 喜里川町 | 89事業所 | 463人    |

## 交通

### 鉄道
地内に鉄道路線はないが、五条町との境界のすぐ東側に近鉄奈良線が通る。
最寄り駅は、近鉄奈良線　枚岡駅または瓢箪山駅。

### バス
地域内にバス路線はなく、町の北西端にある東体育館前交差点をかすめ通る。最寄りの停留所は、東体育館前交差点のすぐ西にある東体育館前バス停。

### 道路
- 国道170号（旧道・東高野街道）

## 施設
寺社
- 法流寺

## その他

### 日本郵便
- 郵便番号 : 579-8041[3]（集配局：枚岡郵便局[12]）。